# Grote Prijs Jef Scherens 2012
Il Grote Prijs Jef Scherens 2012, quarantaseiesima edizione della corsa, valido come evento dell'UCI Europe Tour 2012, si svolse il 2 settembre 2012 per un percorso di 183,3 km. Fu vinto dal belga Steven Caethoven, che giunse al traguardo in 4h 13' 27" alla media di 43,43 km/h.
Furono 109 i ciclisti che portarono a termine la competizione.

## Ordine d'arrivo (Top 10)
| Pos. | Corridore         | Squadra         | Tempo    |
| ---- | ----------------- | --------------- | -------- |
| 1    | Steven Caethoven  | Accent Jobs     | 4h13'27" |
| 2    | Stijn Neirynck    | Topsport Vl.    | s.t.     |
| 3    | Frédéric Amorison | Landbouwkrediet | s.t.     |
| 4    | Björn Leukemans   | Vacansoleil     | s.t.     |
| 5    | Huub Duyn         | Cycl. de Rijke  | s.t.     |
| 6    | Dries Devenyns    | Omega Pharma    | s.t.     |
| 7    | Jelle Wallays     | Topsport Vla.   | a 3"     |
| 8    | Damien Gaudin     | Europcar        | a 9"     |
| 9    | Matteo Trentin    | Omega Pharma    | a 13"    |
| 10   | Jelle Vanendert   | Lotto           | s.t.     |